# 岜字山摩崖石刻
岜字山摩崖石刻，位于中国广西壮族自治区崇左市大新县恩城乡岜字山，为一个省级文物保护单位，类型为石刻，为第四批广西壮族自治区文物保护单位，公布时间为1994年7月8日。
岜字山摩崖石刻的历史年代为元－明。